# AFCチャンピオンズリーグ2013

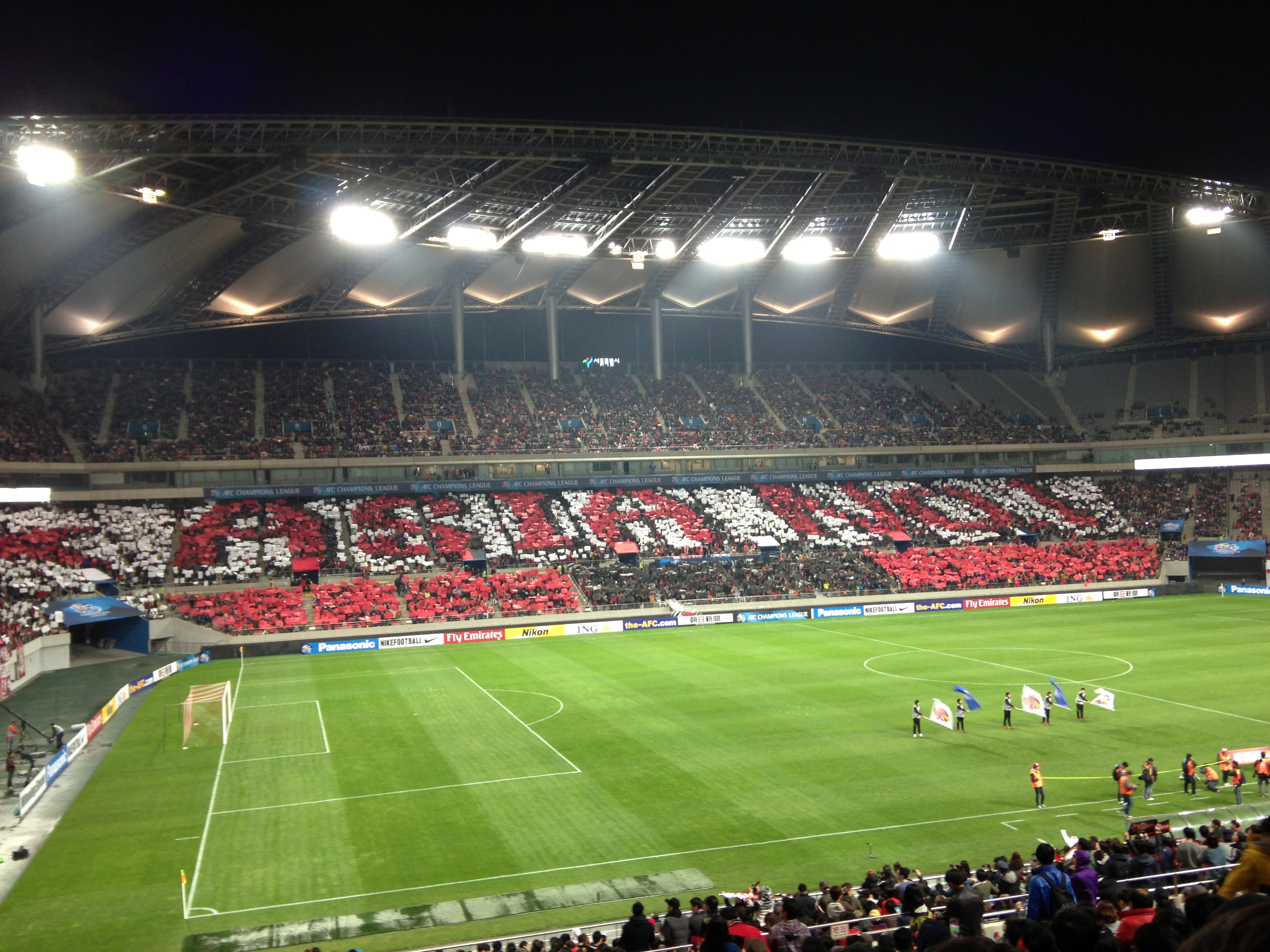
決勝 第1戦が行われたソウルワールドカップ競技場 (2013年10月26日)

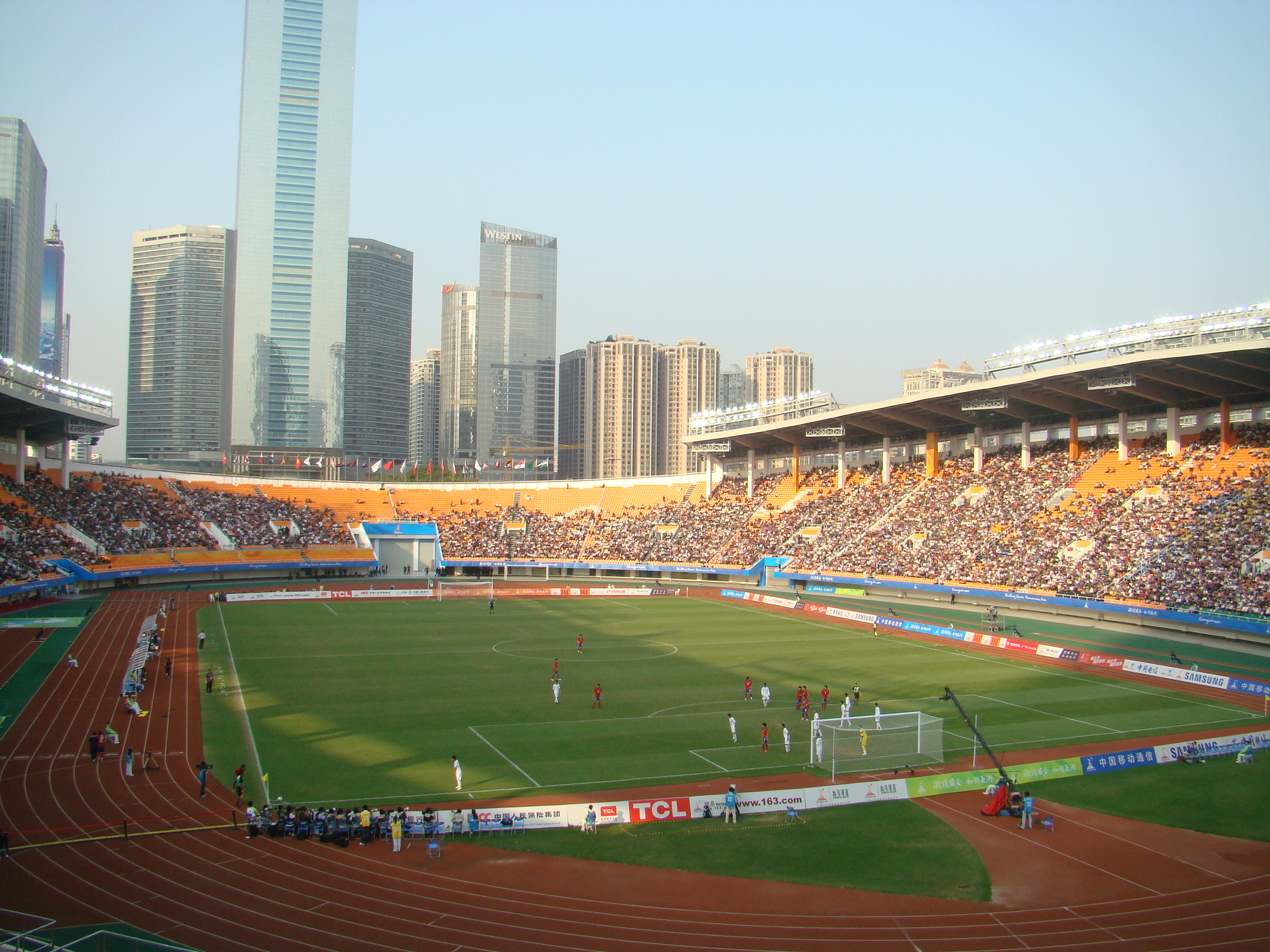
決勝 第2戦が行われた天河体育中心体育場 (2013年11月9日)

AFCチャンピオンズリーグ2013 (AFC Champions League 2013)は、2002-2003年に第1回大会が行われて以来、11回目のAFCチャンピオンズリーグである (前身も含めれば32回目)。広州恒大が初優勝を果たした。

## 概要
グループステージ参加クラブ数は前回大会と同じ32チームである。各4チーム、A - H組の8組に分かれる。原則として、A - D組は西地区、E - H組は東地区と東西に分かれてのグループ分けとなる。前回大会同様、ウズベキスタンより1チームが東地区に参加する (便宜上、原則にのっとり、A - D組は西地区、E - H組は東地区と記述する)。
各グループの上位2チームがノックアウトステージに進出する。
ノックアウトステージは、ラウンド16では前年度までと異なりホーム・アンド・アウェーの2回戦制で戦う。ここまでが東西に分かれての試合となる。準々決勝・準決勝以降もホーム・アンド・アウェー方式で2試合行われる。決勝戦は前年度までと異なり、ホーム・アンド・アウェーの2回戦制となる。
優勝クラブはFIFAクラブワールドカップ2013への出場権を獲得する。

## 出場枠
AFCチャンピオンズリーグへの参加基準は2012年7月17日にAFCによって提案された ：
- 協会は、AFC評価システムに従って可能な1000点のうち最低600点を超えていればグループステージ参加枠が与えられる。
- 協会の出場枠はポイントランキングに基づいて決定される:
  - 東西両地区の上位2協会はグループステージ出場枠を4枠有する。
  - 東西両地区の評価ポイント3位の協会は3つのグループステージ出場枠と1つのプレーオフ出場枠を有する。
  - 東西両地区の評価ポイント4位の協会は2つのグループステージ出場枠と1つのプレーオフ出場枠を有する。
  - 東西両地区の評価ポイント5位の協会は1つのグループステージ出場枠と1つのプレーオフ出場枠を有する。
  - 東西両地区の評価ポイント6位、7位、8位の協会は1つのプレーオフ出場枠を有する。
- 各協会の出場枠の最大数は、トップディビジョンのクラブの総数の3分の1(たとえば、Aリーグにはオーストラリアを拠点とするクラブが9つしかないため、オーストラリアの出場枠の最大値は３).

### 協会ランキング
2012年11月29日、AFC実行委員会は2013年版のAFCチャンピオンズリーグ各国出場枠を承認した。しかし、この出場枠の最終決定は完全には上記の案を反映していない（インド、ヨルダン、シンガポール、ベトナムの4協会は全てAFCチャンピオンズリーグ2013の参加が検討されたが、4協会ともAFCチャンピオンズリーグの出場規定ポイントを超えなかったため出場枠は得られなかった）.。
| 各国協会の評価 | 各国協会の評価                       |
| -------------- | ------------------------------------ |
|                | 基準をクリア (600ポイント以上)       |
|                | 基準をクリアしていないが、出場枠獲得 |
|                | 基準を満たさず、出場枠無し           |

| 順位 | 協会                          | ポイント    | 出場枠          | 出場枠     |
| 順位 | 協会                          | ポイント    | グループ リーグ | プレーオフ |
| ---- | ----------------------------- | ----------- | --------------- | ---------- |
| 1    | サウジアラビア                | 860.5       | 4               | 0          |
| 2    | カタール                      | 838.2       | 4               | 0          |
| 3    | イラン                        | 813.5       | 3               | 1          |
| 4    | アラブ首長国連邦              | 750.2       | 2               | 2          |
| 5    | ウズベキスタン                | 680.8       | 2[UZB]          | 1          |
|      | AFCカップ2012優勝・準優勝[AC] | –           | 0               | 0          |
| 6    | インド                        | −106.4      | 0               | 0          |
| 7    | ヨルダン                      | −128.7      | 0               | 0          |
| 合計 | 参加協会：5                   | 参加協会：5 | 14[UZB]         | 4          |
| 合計 | 参加協会：5                   | 参加協会：5 | 18              |            |

| 順位 | 協会           | ポイント    | 出場枠          | 出場枠     |
| 順位 | 協会           | ポイント    | グループ リーグ | プレーオフ |
| ---- | -------------- | ----------- | --------------- | ---------- |
| 1    | 日本           | 946.8       | 4               | 0          |
| 2    | 韓国           | 886.6       | 4               | 0          |
| 3    | 中華人民共和国 | 796.7       | 4               | 0          |
| 4    | オーストラリア | 567.0       | 1               | 1          |
| 5    | タイ           | 177.2       | 1               | 1          |
| 6    | シンガポール   | −135.1      | 0               | 0          |
| 7    | ベトナム       | −815.7      | 0               | 0          |
| 合計 | 参加協会：5    | 参加協会：5 | 15[UZB]         | 2          |
| 合計 | 参加協会：5    | 参加協会：5 | 17              |            |

出場枠についての注釈
1. ^ AFCカップ(AC):AFCカップ2012決勝戦に出場したアル・クウェートとアルビールSCはどちらもAFCチャンピオンズリーグの出場規定を満たしていないため、プレーオフにも参加しない。
2. ^ ウズベキスタン(UZB): ウズベキスタンの2つの自動出場チームの内、1チームは東地区へと回る。

## 参加クラブ
以下のリストでは、出場回数と前回出場年はAFCチャンピオンズリーグへと名称変更された2002-03シーズン以降のシーズンのみで算出している。  (予選参加も含む)
| 西アジア (グループA-D)         | 西アジア (グループA-D)                                               | 西アジア (グループA-D) |
| チーム                         | 出場資格                                                             | 出場回数 (前回出場)    |
| ------------------------------ | -------------------------------------------------------------------- | ---------------------- |
| アル・シャバブ                 | 2011-12 サウジ・プロフェッショナルリーグ 優勝                        | 7回目(2011)            |
| アル・アハリ                   | 2012 サウジ国王杯 優勝 2011-12 サウジ・プロフェッショナルリーグ 2位  | 6回目(2012)            |
| アル・ヒラル                   | 2011-12 サウジ・プロフェッショナルリーグ 3位                         | 9回目(2012)            |
| アル・イテファク               | 2011-12 サウジ・プロフェッショナルリーグ 4位                         | 3回目(2012)            |
| レフウィヤ                     | 2011-12 カタール・スターズリーグ 優勝                                | 2回目(2012)            |
| アル・ガラファ                 | 2012 カタール・アミールカップ 優勝                                   | 8回目(2012)            |
| アル・ジャイシュ               | 2011-12 カタール・スターズリーグ 2位                                 | 1回目(初)              |
| アル・ラーヤン                 | 2011-12 カタール・スターズリーグ 3位                                 | 5回目(2012)            |
| セパハン                       | 2011-12 ペルシアン・ガルフ・カップ 優勝                              | 9回目(2012)            |
| エステグラル                   | 2011-12 ハズフィ・カップ 優勝 2011-12 ペルシアン・ガルフ・カップ 3位 | 6回目(2012)            |
| トラークトゥール               | 2011-12 ペルシアン・ガルフ・カップ 2位                               | 1回目(初)              |
| アル・アイン                   | 2011-12 UAEプロリーグ 優勝                                           | 8回目(2011)            |
| アル・ジャジーラ               | 2011-12 UAEプレジデントカップ 優勝                                   | 5回目(2012)            |
| パフタコール                   | 2012 ウズベキスタンリーグ 優勝                                       | 11回目(2012)           |
| プレーオフ出場チーム: 西アジア |                                                                      |                        |
| サバー・ゴム                   | 2011-12 ペルシアン・ガルフ・カップ 4位                               | 3回目(2009)            |
| アル・ナスル                   | 2011-12 UAEプロリーグ 2位                                            | 2回目(2012)            |
| アル・シャバーブ               | 2011-12 UAEプロリーグ 3位                                            | 3回目(2012)            |
| ロコモティフ・タシュケント     | 2012 ウズベキスタンリーグ 3位                                        | 1回目(初)              |

| 東アジア (グループE-H)         | 東アジア (グループE-H)                                         | 東アジア (グループE-H) |
| チーム                         | 出場資格                                                       | 出場回数 (前回出場)    |
| ------------------------------ | -------------------------------------------------------------- | ---------------------- |
| サンフレッチェ広島             | 2012 Jリーグ 優勝                                              | 2回目(2010)            |
| 柏レイソル                     | 2012 天皇杯 優勝                                               | 2回目(2012)            |
| ベガルタ仙台                   | 2012 Jリーグ 2位                                               | 1回目(初)              |
| 浦和レッズ                     | 2012 Jリーグ 3位                                               | 3回目(2008)            |
| FCソウル                       | 2012 Kリーグ 優勝                                              | 3回目(2011)            |
| 浦項スティーラーズ             | 2012 韓国FAカップ 優勝 2012 Kリーグ 3位                        | 5回目(2012)            |
| 全北現代モータース             | 2012 Kリーグ 2位                                               | 7回目(2012)            |
| 水原三星ブルーウィングス       | 2012 Kリーグ 4位                                               | 5回目(2011)            |
| 広州恒大                       | 2012 中国超級 優勝 2012 中国FAカップ 優勝                      | 2回目(2012)            |
| 江蘇舜天                       | 2012 中国超級 2位                                              | 1回目(初)              |
| 北京国安                       | 2012 中国超級 3位                                              | 5回目(2012)            |
| 貴州人和                       | 2012 中国超級 4位                                              | 1回目(初)              |
| セントラルコースト・マリナーズ | 2011-12 Aリーグレギュラーシーズン 優勝                         | 3回目(2012)            |
| ムアントン・ユナイテッド       | 2012 タイ・プレミアリーグ 優勝                                 | 3回目(2011)            |
| ブニョドコル[Note UZB]         | 2012 ウズベキスタン・カップ 優勝 2012 ウズベキスタンリーグ 2位 | 6回目(2012)            |
| プレーオフ出場チーム: 東アジア |                                                                |                        |
| ブリスベン・ロアー             | 2011-12 Aリーグ ファイナルシリーズ優勝                         | 2回目(2012)            |
| ブリーラム・ユナイテッド       | 2012 タイFAカップ 優勝                                         | 3回目(2012)            |

註
1. ^ ウズベキスタン(UZB): ウズベキスタンの2つの自動出場チームの内、1チームは東地区へと回る。

## 賞金
この大会に懸けられた賞金は以下の通りである。
- 優勝 150万USドル
- 準優勝 75万USドル
- ベスト4 12万USドル
- ベスト8 5万USドル
- グループステージでの勝利 4万USドル
- グループステージでの引き分け 2万USドル
- その他、ラウンドに応じてアウェイクラブの渡航費補助

## 日程
2013年度のAFCチャンピオンズリーグの日程は以下のとおりである。今年度より、ノックアウトステージ1回戦 (ラウンド16)と決勝は前年度までと異なりホームアンドアウェーの2回戦制となる。これにより、本大会はグループステージから決勝戦まで、全てのラウンドがホームアンドアウェー方式となり、総試合数は全126試合となる(プレーオフのみ1回戦制の計3試合で、これを合わせた総試合数は129試合となる)。
| 区分                 | 節         | 抽選日                           | 第一戦             | 第二戦             |
| -------------------- | ---------- | -------------------------------- | ------------------ | ------------------ |
| プレーオフ           |            | 2012年12月6日 (クアラルンプール) | 2013年2月9日・13日 | 2013年2月9日・13日 |
| グループステージ     | 第一節     | 2012年12月6日 (クアラルンプール) | 2月26日・27日      | 2月26日・27日      |
| グループステージ     | 第二節     | 2012年12月6日 (クアラルンプール) | 3月12日・13日      | 3月12日・13日      |
| グループステージ     | 第三節     | 2012年12月6日 (クアラルンプール) | 4月2日・3日        | 4月2日・3日        |
| グループステージ     | 第四節     | 2012年12月6日 (クアラルンプール) | 4月9-10日          | 4月9-10日          |
| グループステージ     | 第五節     | 2012年12月6日 (クアラルンプール) | 4月23日・24日      | 4月23日・24日      |
| グループステージ     | 第六節     | 2012年12月6日 (クアラルンプール) | 4月30日・5月1日    | 4月30日・5月1日    |
| ノックアウトステージ | ラウンド16 | 2012年12月6日 (クアラルンプール) | 5月14日・15日      | 5月21日・22日      |
| ノックアウトステージ | 準々決勝   | 2013年6月20日 (クアラルンプール) | 8月21日            | 9月18日            |
| ノックアウトステージ | 準決勝     | 2013年6月20日 (クアラルンプール) | 9月25日            | 10月2日            |
| ノックアウトステージ | 決勝       | 2013年6月20日 (クアラルンプール) | 10月25日・26日     | 11月8日・9日       |

### 前年度からの変更点
- 2013年度はAFCチャンピオンズリーグの敗者はAFCカップには参加しない。
- 2013年度よりノックアウトステージ1回戦 (ラウンド16) は1回戦制ではなくホーム・アンド・アウェー方式の2回戦制となる[1]。
- 2013年度の決勝戦は前年度までの1回戦制ではなくホーム・アンド・アウェー方式の2回戦制となる[7]。決勝戦の開催方式は追って決定される。

## 予選プレーオフ

### プレーオフ
2013年2月9日・13日に行われた。
| チーム #1                | スコア           | チーム #2                  |
| 西地区                   | 西地区           | 西地区                     |
| ------------------------ | ---------------- | -------------------------- |
| サバー・ゴム             | 1 - 1 (3-5 (p))  | アル・シャバーブ           |
| アル・ナスル             | 3 - 2            | ロコモティフ・タシュケント |
| 東地区                   |                  |                            |
| ブリーラム・ユナイテッド | 0 - 0 (3-0 (p))1 | ブリスベン・ロアー         |

## グループステージ
組み合わせ抽選会は2012年12月6日にクアラルンプールのAFCハウスにて行われた。
参加する32チームは4チームずつ8組に分かれる。同一協会に所属するチームが同じグループに入ることはない。グループステージはラウンドロビン方式で6試合を戦う。各対戦の勝者がグループステージに参加する。

括弧内の打ち消しされたクラブは抽選時のクラブである
| 地区   | グループ | 1                              | 2                                 | 3                        | 4                         |
| ------ | -------- | ------------------------------ | --------------------------------- | ------------------------ | ------------------------- |
| 西地区 | A        | アル・シャバブ                 | アル・ジャジーラ                  | トラークトゥール         | アル・ジャイシュ          |
| 西地区 | B        | レフウィヤ                     | アル・イテファク                  | パフタコール             | アル・シャバーブ(PO1勝者) |
| 西地区 | C        | セパハン                       | アル・ガラファ                    | アル・アハリ             | アル・ナスル (PO2勝者)    |
| 西地区 | D        | アル・アイン                   | エステグラル                      | アル・ラーヤン           | アル・ヒラル              |
| 東地区 | E        | FCソウル                       | ブリーラム・ユナイテッド(PO1勝者) | ベガルタ仙台             | 江蘇舜天                  |
| 東地区 | F        | 広州恒大                       | 全北現代モータース                | ムアントン・ユナイテッド | 浦和レッズ                |
| 東地区 | G        | サンフレッチェ広島             | 北京国安                          | 浦項スティーラーズ       | ブニョドコル              |
| 東地区 | H        | セントラルコースト・マリナーズ | 柏レイソル                        | 貴州人和                 | 水原三星ブルーウィングス  |

### グループA
| チーム           | 試 | 勝 | 分 | 敗 | 得 | 失 | 差 | 点 |
| ---------------- | -- | -- | -- | -- | -- | -- | -- | -- |
| アル・シャバブ   | 6  | 4  | 1  | 1  | 7  | 5  | +2 | 13 |
| アル・ジャイシュ | 6  | 3  | 2  | 1  | 14 | 9  | +5 | 11 |
| アル・ジャジーラ | 6  | 1  | 2  | 3  | 7  | 10 | −3 | 5  |
| トラークトゥール | 6  | 1  | 1  | 4  | 8  | 12 | −4 | 4  |

### グループB
| チーム           | 試 | 勝 | 分 | 敗 | 得 | 失 | 差 | 点 |
| ---------------- | -- | -- | -- | -- | -- | -- | -- | -- |
| レフウィヤ       | 6  | 3  | 2  | 1  | 10 | 7  | +3 | 11 |
| アル・シャバーブ | 6  | 3  | 0  | 3  | 8  | 9  | −1 | 9  |
| アル・イテファク | 6  | 2  | 1  | 3  | 6  | 5  | +1 | 7  |
| パフタコール     | 6  | 2  | 1  | 3  | 6  | 9  | −3 | 7  |

### グループC
| チーム         | 試 | 勝 | 分 | 敗 | 得 | 失 | 差 | 点 |
| -------------- | -- | -- | -- | -- | -- | -- | -- | -- |
| アル・アハリ   | 6  | 4  | 2  | 0  | 16 | 8  | +8 | 14 |
| アル・ガラファ | 6  | 3  | 1  | 2  | 13 | 11 | +2 | 10 |
| セパハン       | 6  | 3  | 0  | 3  | 12 | 13 | −1 | 9  |
| アル・ナスル   | 6  | 0  | 1  | 5  | 7  | 16 | −9 | 1  |

### グループD
| チーム         | 試 | 勝 | 分 | 敗 | 得 | 失 | 差 | 点 |
| -------------- | -- | -- | -- | -- | -- | -- | -- | -- |
| エステグラル   | 6  | 4  | 1  | 1  | 11 | 5  | +6 | 13 |
| アル・ヒラル   | 6  | 4  | 0  | 2  | 10 | 6  | +4 | 12 |
| アル・アイン   | 6  | 2  | 0  | 4  | 6  | 9  | −3 | 6  |
| アル・ラーヤン | 6  | 1  | 1  | 4  | 7  | 14 | −7 | 4  |

### グループE
| チーム                   | 試 | 勝 | 分 | 敗 | 得 | 失 | 差 | 点 |
| ------------------------ | -- | -- | -- | -- | -- | -- | -- | -- |
| FCソウル                 | 6  | 3  | 2  | 1  | 11 | 5  | +6 | 11 |
| ブリーラム・ユナイテッド | 6  | 1  | 4  | 1  | 6  | 6  | 0  | 7  |
| 江蘇舜天                 | 6  | 2  | 1  | 3  | 5  | 10 | −5 | 7  |
| ベガルタ仙台             | 6  | 1  | 3  | 2  | 5  | 6  | −1 | 6  |

### グループF
| チーム                   | 試 | 勝 | 分 | 敗 | 得 | 失 | 差  | 点 |
| ------------------------ | -- | -- | -- | -- | -- | -- | --- | -- |
| 広州恒大                 | 6  | 3  | 2  | 1  | 14 | 5  | +9  | 11 |
| 全北現代モータース       | 6  | 2  | 4  | 0  | 10 | 6  | +4  | 10 |
| 浦和レッズ               | 6  | 3  | 1  | 2  | 11 | 11 | 0   | 10 |
| ムアントン・ユナイテッド | 6  | 0  | 1  | 5  | 4  | 17 | −13 | 1  |

### グループG
| チーム             | 試 | 勝 | 分 | 敗 | 得 | 失 | 差 | 点 |
| ------------------ | -- | -- | -- | -- | -- | -- | -- | -- |
| ブニョドコル       | 6  | 2  | 4  | 0  | 6  | 3  | +3 | 10 |
| 北京国安           | 6  | 2  | 3  | 1  | 4  | 2  | +2 | 9  |
| 浦項スティーラーズ | 6  | 1  | 4  | 1  | 5  | 6  | −1 | 7  |
| サンフレッチェ広島 | 6  | 0  | 3  | 3  | 2  | 6  | −4 | 3  |

### グループH
| チーム                         | 試 | 勝 | 分 | 敗 | 得 | 失 | 差  | 点 |
| ------------------------------ | -- | -- | -- | -- | -- | -- | --- | -- |
| 柏レイソル                     | 6  | 4  | 2  | 0  | 14 | 4  | +10 | 14 |
| セントラルコースト・マリナーズ | 6  | 2  | 1  | 3  | 5  | 9  | −4  | 7  |
| 貴州人和                       | 6  | 1  | 3  | 2  | 6  | 7  | −1  | 6  |
| 水原三星ブルーウィングス       | 6  | 0  | 4  | 2  | 4  | 9  | −5  | 4  |

## ノックアウトステージ

### ラウンド16
| チーム #1                      | 合計  | チーム #2      | 第1戦 | 第2戦 |
| ------------------------------ | ----- | -------------- | ----- | ----- |
| アル・ガラファ                 | 1 - 5 | アル・シャバブ | 1 - 2 | 0 - 3 |
| アル・ジャイシュ               | 1 - 3 | アル・アハリ   | 1 - 1 | 0 - 2 |
| アル・ヒラル                   | 2 - 3 | レフウィヤ     | 0 - 1 | 2 - 2 |
| アル・シャバーブ               | 2 - 4 | エステグラル   | 2 - 4 | 0 - 0 |
| 北京国安                       | 1 - 3 | FCソウル       | 0 - 0 | 1 - 3 |
| ブリーラム・ユナイテッド       | 2 - 1 | ブニョドコル   | 2 - 1 | 0 - 0 |
| セントラルコースト・マリナーズ | 1 - 5 | 広州恒大       | 1 - 2 | 0 - 3 |
| 全北現代モータース             | 2 - 5 | 柏レイソル     | 0 - 2 | 2 - 3 |

### 準々決勝
準々決勝以降の抽選 (ホームとアウェーの試合の順序を決定する) はラウンド16の試合後、2013年6月20日にクアラルンプールのAFCハウスで開催された。この抽選では、異なるゾーンのチームの対戦が解禁される。また、カントリー・プロテクションが適用され、1つの協会から2つのチームが準々決勝に進んだ場合、同国同士の対戦は回避される。ただし、同一協会から3つ以上のチームが準々決勝に進出した場合、同国同士の対戦は回避できない。
| チーム #1      | 合計  | チーム #2                | 第1戦 | 第2戦 |
| -------------- | ----- | ------------------------ | ----- | ----- |
| アル・アハリ   | 1 - 2 | FCソウル                 | 1 - 1 | 0 - 1 |
| エステグラル   | 3 - 1 | ブリーラム・ユナイテッド | 1 - 0 | 2 - 1 |
| 柏レイソル (a) | 3 - 3 | アル・シャバブ           | 1 - 1 | 2 - 2 |
| 広州恒大       | 6 - 1 | レフウィヤ               | 2 - 0 | 4 - 1 |

### 準決勝
| チーム #1  | 合計  | チーム #2    | 第1戦 | 第2戦 |
| ---------- | ----- | ------------ | ----- | ----- |
| FCソウル   | 4 - 2 | エステグラル | 2 - 0 | 2 - 2 |
| 柏レイソル | 1 - 8 | 広州恒大     | 1 - 4 | 0 - 4 |

### 決勝
| チーム #1 | 合計  | チーム #2    | 第1戦 | 第2戦 |
| --------- | ----- | ------------ | ----- | ----- |
| FCソウル  | 3 - 3 | 広州恒大 (a) | 2 - 2 | 1 - 1 |

| 2013年10月26日 19:30 UTC+9 |

| FCソウル                                      | 2 - 2    | 広州恒大                    |
| エスクデロ競飛王 11分 · ダミヤノヴィッチ 83分 | レポート | エウケソン 30分 · 郜林 58分 |

| ソウルワールドカップ競技場, ソウル 観客数: 55,501人 主審: ラフシャン・イルマトフ |

| 2013年11月9日 20:00 UTC+8 |

| 広州恒大        | 1 - 1    | FCソウル              |
| エウケソン 58分 | レポート | ダミヤノヴィッチ 63分 |

| 天河体育中心体育場, 広州 観客数: 55,847人 主審: ナワフ・シュクララ |

広州恒大が二試合合計スコア 3 - 3、アウェーゴール数 2 - 1で優勝。
| AFCチャンピオンズリーグ 2013 優勝 |
| --------------------------------- |
| 中華人民共和国の旗                |
| 広州恒大 初優勝                   |

## 表彰
| 賞             | 選手名 | クラブ   |
| -------------- | ------ | -------- |
| 最優秀選手     | ムリキ | 広州恒大 |
| 得点王         | ムリキ | 広州恒大 |
| フェアプレー賞 | —      | FCソウル |

| スターティングメンバー | スターティングメンバー   | スターティングメンバー     |
| Pos.                   | 選手名                   | クラブ                     |
| ---------------------- | ------------------------ | -------------------------- |
| GK                     | キム・ヨンデ             | FCソウル                   |
| DF                     | 張琳芃                   | 広州恒大                   |
| DF                     | ハニフ・オムランザデ     | エステグラルFC             |
| DF                     | 鈴木大輔                 | 柏レイソル                 |
| DF                     | 孫祥                     | 広州恒大                   |
| MF                     | 鄭智                     | 広州恒大                   |
| MF                     | ダリオ・コンカ           | 広州恒大                   |
| MF                     | ジャバド・ネクナム       | エステグラルFC             |
| FW                     | ムリキ                   | 広州恒大                   |
| FW                     | デヤン・ダミヤノヴィッチ | FCソウル                   |
| FW                     | エウケソン               | 広州恒大                   |
| サブ                   |                          |                            |
| GK                     | 菅野孝憲                 | 柏レイソル                 |
| DF                     | カク・テヒ               | アル・シャバブ・リヤド     |
| DF                     | テーラトン・ブンマタン   | ブリーラム・ユナイテッドFC |
| DF                     | キム・ジンギュ           | FCソウル                   |
| MF                     | ハ・デソン               | FCソウル                   |
| MF                     | ジョルジ・ワグネル       | 柏レイソル                 |
| FW                     | 工藤壮人                 | 柏レイソル                 |

## 得点ランキング
| 順位 | 選手名                   | クラブ                   | 得点数 |
| ---- | ------------------------ | ------------------------ | ------ |
| 1    | ムリキ                   | 広州恒大                 | 13     |
| 2    | ダリオ・コンカ           | 広州恒大                 | 8      |
| T3   | ヒベイロ                 | アル・ジャイシュ・ドーハ | 7      |
| T3   | デヤン・ダミヤノヴィッチ | FCソウル                 | 7      |
| T5   | 工藤壮人                 | 柏レイソル               | 6      |
| T5   | エウケソン               | 広州恒大                 | 6      |